# Paumotua
Paumotua es un género de foraminífero bentónico de la Subfamilia Sestronophorinae, de la Familia Eponididae, de la Superfamilia Discorboidea, del Suborden Rotaliina y del Orden Rotaliida. Su especie-tipo es Eponides terebra. Su rango cronoestratigráfico abarca el Holoceno.

## Clasificación
Paumotua incluye a la siguiente especie:
- Paumotua terebra